# Бестаева, Татьяна Владимировна
Татья́на Влади́мировна Беста́ева (осет. Бестауты Владимиры чызг Татьянӕ; 13 июня 1937, Сталинири, ЮОАО, СССР — 23 октября 2021, Санкт-Петербург, Россия) — советская и российская актриса театра и кино, народная артистка РСФСР (1990). С 1961 года — артистка Государственного академического театра имени Моссовета.

## Биография
Родилась 13 июня 1937 года в Сталинири (Цхинвал) в семье знаменитого советского актёра немого кино Владимира Бестаева, известного по фильму «Абрек Заур».
Окончила Всесоюзный государственный институт кинематографии в 1961 году (курс Б. В. Бибикова и О. И. Пыжовой). С 1961 года работала в Театре им. Моссовета.
В кино дебютировала в 1958 году главной женской ролью Лены в музыкальном фильме «Матрос с «Кометы»».
Необыкновенную популярность, особенно на Западе, принесла Бестаевой роль Палагны (на украинском языке) в фильме Сергея Параджанова «Тени забытых предков» («Тіні забутих предків») (1964).
В 1985 году была удостоена приза на Фестивале «Театральная весна» за роль Капы в спектакле «Вдовий пароход».
В Театре им. Моссовета служила до последнего времени.
В 1996 году она снялась в документальном мини-телесериале «Бродвей нашей юности», рассказывающем о Москве 1950-х годов, режиссёр фильма — сын писателя, драматурга и сценариста Евгения Иосифовича Габриловича, Алексей Габрилович — первый муж Татьяны Бестаевой.
Скончалась 23 октября 2021 года на 85-м году жизни в Санкт-Петербурге после продолжительной болезни. Похоронена 28 октября на Введенском кладбище, рядом с отцом.

## Работы в кино
- 1958 — Матрос с «Кометы» — Лена Шувалова
- 1960 — Мост перейти нельзя
- 1960 — Роман и Франческа — Лючина
- 1960—1961 — Совершенно серьёзно (киноальманах. Новелла № 3 «Иностранцы») — Мэри, стиляга
- 1961 — Человек идёт за солнцем — Эля, жена мотогонщика Николая
- 1964 — Тени забытых предков — Палагна
- 1964—1965 — Зелёный огонёк — Лена, невеста хирурга Коржикова
- 1966 — На диком бреге — Мурка
- 1967 — Снег среди лета — Анфиса
- 1968 — Крах — Саша, жена Шешени
- 1968 — Семь стариков и одна девушка — Жаннетт, француженка, невеста Сидорова
- 1972 — Длинная дорога в короткий день
- 1972 — Карпухин — Бокарева
- 1976 — Дневной поезд — сослуживица Веры
- 1976 — Дни хирурга Мишкина — Алла
- 1981 — Смерть Пазухина (телеспектакль) — Жавоедова
- 1984 — Я за тебя отвечаю
- 1985 — Следствие ведут ЗнаТоКи. Полуденный вор — Маня, скупщица краденого
- 1996 — Бродвей нашей юности (документальный мини-телесериал)

## Работы в театре
- 1961 — «Совесть» — Наташа Мартьянова
- 1962 — «Сверчок» — Зуля
- 1966 — «Странная миссис Сэвидж» Джона Патрика — Лили-Бэлл
- 1967 — «Шторм» — Мещанка
- 1972 — «Вешние воды» по И. С. Тургенева— Полозова
- 1974 — «Турбаза» М. Рощина — Наталья
- 1975 — «Возможны варианты» В. Азерникова — Женщина из Зюзина
- 1981 — «Смерть Пазухина» М. Е. Салтыкова-Щедрина — Живоедова
- 1984 — «Вдовий пароход» И. Грековой — Капа
- 2003 — Дамы, дамы, ещё дамы/Дама! Дама! Ещё дама!.. (по пьесе Н. В. Гоголя «Игроки») — кавказский мужчина, говорящий с акцентом
- 2006 — «Мораль пани Дульской» — прачка Тадрачиха, крёстная мать Ганки, пани Дульская
- Жизнь Сент-Экзюпери — Рене
- Глазами клоуна — Белла Брозен
- Рим, 17, до востребования — Матрёна
- Тощий приз — Илуминада
- Арктический роман — Раиса Андреевна
- Я всегда улыбаюсь
- Версия
- Дом на песке
- Комната — Альбина
- Дорогая Елена Сергеевна Л. Разумовской — Елена Сергеевна
- Шум за сценой — Дотти
- «На бойком месте» А. Н. Островского — Евгения
- «Не было ни гроша, да вдруг алтын» А. Н. Островского — Фетинья
- «Ошибки одной ночи» — миссис Хардкэстль
- «Милый друг» — Виржини Вальтер
- «Не будите мадам» — Рита, мать режиссёра Жюльена Палюша
- Чёрная невеста, или Ромео и Жанетта (Чёрная невеста) — Мать

## Семейное положение
Трижды была замужем.
Первый раз вышла замуж за сценариста кинорежиссёра Алексея Габриловича, сына писателя, драматурга и сценариста Евге́ния Габриловича. Брак с Габриловичем продлился три года.
Второй раз актриса вышла за музыканта Евгения Столярова. Семейная жизнь в этом браке также долго не продлилась, и супруги развелись. Вскоре Евгений Столяров погиб — сорвался с карниза.
В 1976 году познакомилась с Кириллом. Прожили вместе 22 года.

## Награды и звания
- Заслуженная артистка РСФСР (1976).
- Народная артистка РСФСР (1990).
- орден Дружбы (15 августа 1998) — за многолетнюю плодотворную деятельность в области театрального искусства[7].
- Лауреат театральной премии «Театральная весна» (в 1985 году за роль Капы в спектакле «Вдовий пароход»).